# Cincinnati Museum Center at Union Terminal

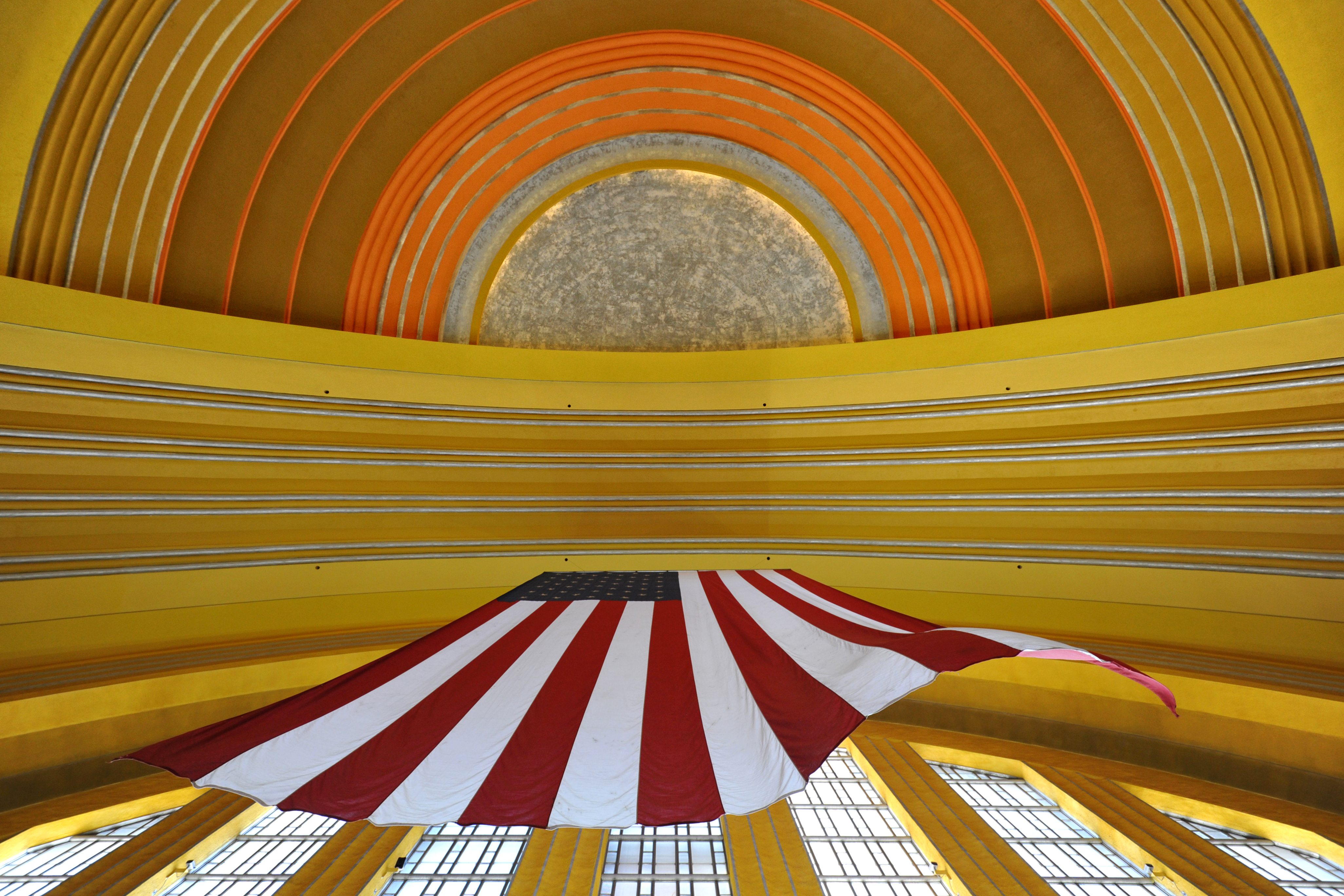
Plafond du Cincinnati Museum Center. Décembre 2015.

Le Cincinnati Museum Center at Union Terminal est une gare ferroviaire à Queensgate (en) à la périphérie de Cincinnati. À la suite du déclin du trafic ferroviaire, l'ensemble architectural a été converti en musées, théâtres, bibliothèque, et lieu d'expositions permanentes.

## Histoire

### Museum Center

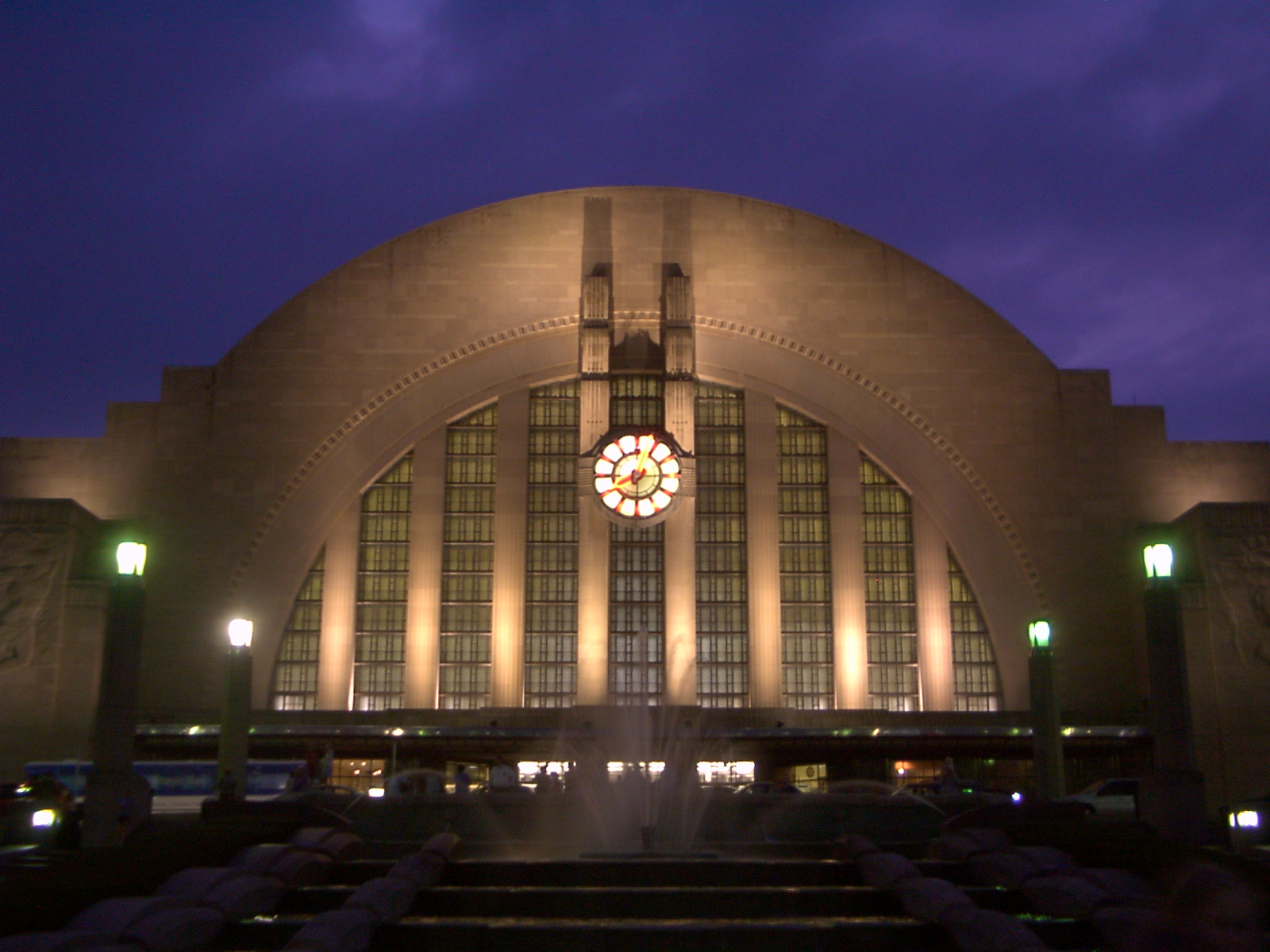
Vue du terminal à la tombée de la nuit.

En 1986, le Comté de Hamilton organise le lancement d'obligations communales pour financer le sauvetage du terminal ferroviaire de la destruction et le convertir en musée. Le Museum Center ouvre en 1990. Il héberge six établissements culturels :
- Museum of Natural History & Science
- Cincinnati History Museum (en)
- Robert D. Lindner Family Omnimax Theater
- Cincinnati Historical Society Library
- Duke Energy Children's Museum (en)
- The Cincinnati Railroad Club

En 1991, l'entreprise Amtrak rétablit l'Union Terminal comme une des étapes de la ligne passagers allant de New York Pennsylvania Station à Chicago Union Station.